# Adam Hansen
Pour les articles homonymes, voir Hansen.
Adam Hansen est un coureur cycliste australien, né le 11 mai 1981 à Gold Coast près de Brisbane. Il est passé professionnel en 2007 dans l'équipe allemande T-Mobile, devenue High Road puis Columbia en 2008. Il a offert le premier succès sur route de l'équipe sous ce nouveau nom en devenant champion d'Australie du contre-la-montre en janvier 2008. Il est membre de l'équipe Lotto-Soudal de 2012 à 2020.
Il détient le record de participations successives aux trois grands tours avec 20 participations allant du Tour d'Espagne 2011 au Tour d'Italie 2018.

## Biographie
Amateur, Hansen court pour diverses équipes autrichiennes comme Arbö-Merida-Graz, Corratec Austria-Arbö, Elk Haus-Simplon ou encore Aposport Krone Linz. Au sein de cette dernière équipe, Hansen se fait remarquer en remportant le GP Bradlo en Slovénie, ainsi que par quelques autres places d'honneur dans des courses de cette importance.
Il rejoint alors l'équipe T-Mobile où, même s'il obtient une sixième place au Samyn en 2007 puis par une deuxième place au Hel van het Mergelland en 2008, il s'impose surtout comme l'équipier des sprinteurs André Greipel et Mark Cavendish, ce qui lui permet de découvrir les trois grands tours au cours de ses deux premières années professionnelles. Hansen s'illustre cependant chaque année sur les championnats d'Australie en janvier. Ainsi, en 2008, il remporte le titre de champion d'Australie du contre-la-montre et termine deuxième de la course en ligne, puis troisième de celle-ci l'année suivante.
En 2008, il obtient également son premier podium sur une course de première catégorie, en terminant deuxième du Hel van het Mergelland. En 2010, il remporte également une étape du Ster Elektrotoer, ce qui lui permet d'en remporter le classement général. À la fin de cette saison, il suit son leader, André Greipel, dans l'équipe Omega Pharma-Lotto. Cette première saison est difficile pour lui : il découvre les classiques, qu'il trouve particulièrement difficiles, tandis que Greipel obtient des moins bons résultats, ce qu'Hansen attribue à une équipe plus faible que HTC-Columbia, qui contraint les poissons-pilotes comme lui à plus d'efforts tout au long de la course.
En 2012, il est le seul coureur du peloton à prendre part aux trois grands tours et à les terminer. Il récidive l'année suivante et obtient son premier succès sur ce type de course en gagnant la septième étape du Tour d'Italie après une longue échappée dans des conditions pluvieuses.
En 2014, alors qu'il prend part une nouvelle fois aux trois grands tours, en disputant ainsi dix d'affilée, il s'impose lors de la dix-neuvième étape de la Vuelta. Auteur d'une attaque dans une légère montée à cinq kilomètres de l'arrivée, il parvient à ne pas être rattrapé par les équipes de sprinteurs fatiguées par les précédentes ascensions. Il est sélectionné pour la course en ligne des championnats du monde. À la fin de la saison 2014, le contrat qui le lie à son employeur est prolongé pour l'année suivante.
En 2015, après avoir à nouveau participé aux Giro, Tour et Vuelta, il dépasse le record constitué par Bernardo Ruiz de 1954 à 1958 de douze grands tours consécutifs enchaînés et terminés.
En mai 2018, il annonce qu'il met un terme à sa série de grands tours consécutifs, à l'issue du Giro 2018, soit 20 tours terminés. Il fait l'impasse sur le Tour de France en juillet, pour la première fois depuis 2012.
En novembre 2019, il termine 38e de son premier Ironman. Son contrat avec la formation Lotto-Soudal n'est pas renouvelé à l'issue de la saison 2020 et il décide de mettre un terme à sa carrière de coureur et de se consacrer à l'Ironman.
Finalement, en 2022, il signe avec l'équipe continentale autrichienne WSA KTM Graz, où il retrouve Christoph Resl, le manager lors de ses débuts en Autriche dans les années 2000.

## Personnalité
Hansen est aussi connu pour son humour et son auto-dérision. Lors de la préparation d'avant-saison 2013 de l'équipe Lotto-Belisol, il envoie sur twitter des photos dérisoires et amusantes de lui durant la préparation où il se moque de la fatigue grandissante au fil des jours de l'entraînement. On le voit notamment en train de s'affaler sur son lit d'hôtel, de dormir dans un ascenseur ou encore de s'écrouler de fatigue avec toute l'équipe sur la route d'entraînement. Il recommence lors de la préparation d'avant-saison 2014 à Majorque où, cette fois-ci, on le voit en train de dormir dans une baignoire, de réfléchir à quelles jambes il va utiliser pour le lendemain ou encore où on voit son compteur lui dire « tu roules comme un grand-père ».
Lors du Tour de France 2013, Hansen a fait parler de lui sur les réseaux sociaux et sur les médias lorsque lui ainsi que le coureur allemand John Degenkolb, ont pris une bière que leur tenaient des supporteurs belges et néerlandais en pleine ascension de l'Alpe d'Huez.
Adam est également un passionné de technologie et de mécanique reconnu pour son esprit bricoleur et créatif. Entre autres améliorations apportées à son vélo, il a notamment pris l'initiative de fabriquer lui même ses chaussures de cyclisme. Il a également conçu sa radio de course, estimant que celle qui lui était fournie par son équipe était trop lourde.
C'est cet état d'esprit qui le conduit plus tard à créer sa propre marque d'équipements pour cycliste, proposant notamment ses chaussures ultra-légères, mais aussi divers produits textiles.

## Palmarès

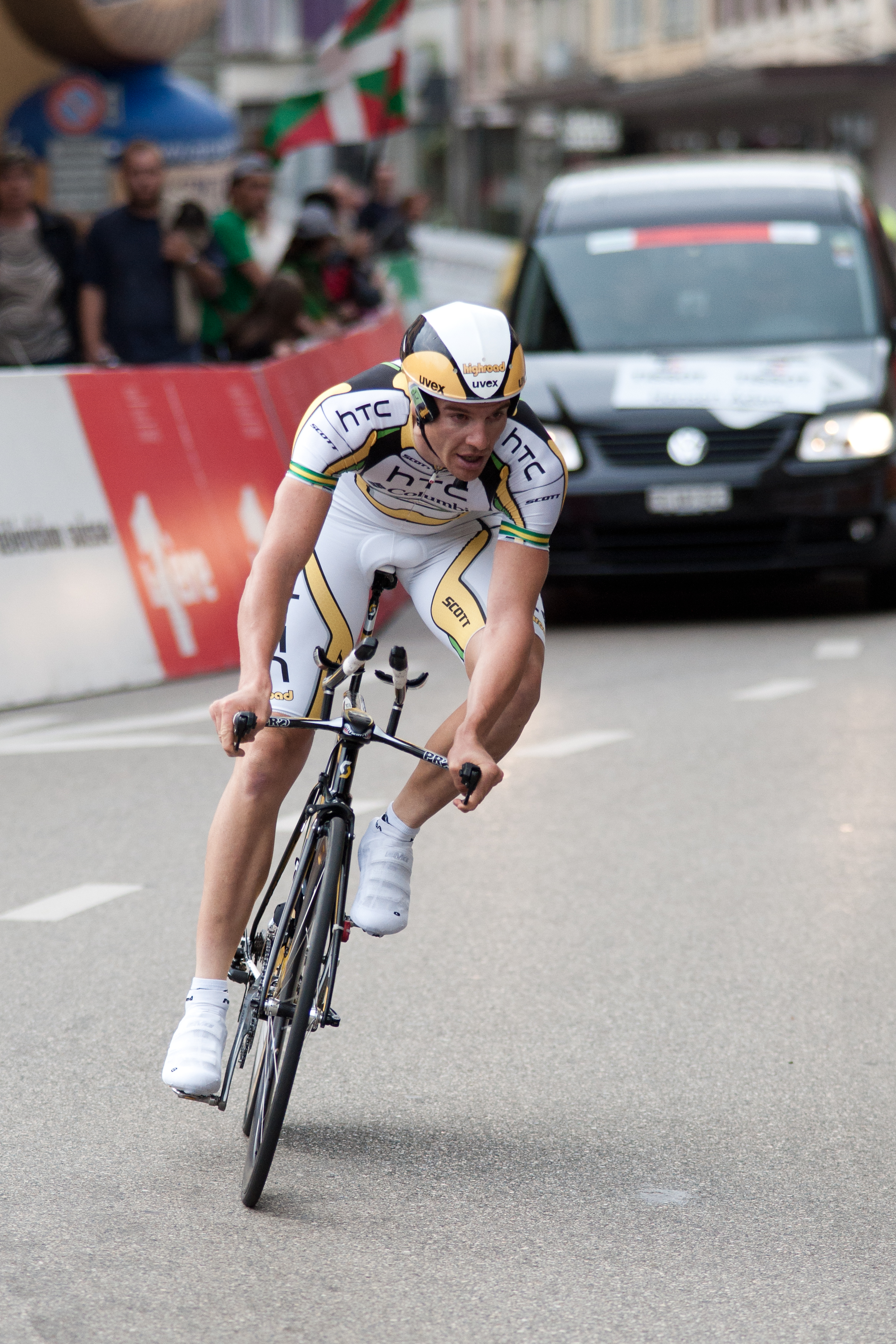
Adam Hansen lors de la 3e étape du Tour de Romandie 2010

### Par année
- 2004
  - Tour du Burgenland
  - 2e du Kirschblütenrennen
- 2006
  - Grand Prix Bradlo
  - 2e du Giro del Mendrisiotto
- 2008
  -  Champion d'Australie du contre-la-montre
  - 2e du championnat d'Australie sur route
- 2009
  - 3e du championnat d'Australie sur route
- 2010
  - Ster Elektrotoer :
    - Classement général
    - 4e étape
- 2013
  - 7e étape du Tour d'Italie
- 2014
  - 19e étape du Tour d'Espagne
  - 9e du Tour Down Under

### Résultats sur les grands tours

#### Tour de France
8 participations
- 2008 : 108e
- 2010 : non-partant (2e étape)
- 2012 : 81e
- 2013 : 72e
- 2014 : 64e
- 2015 : 114e
- 2016 : 100e
- 2017 : 113e

#### Tour d'Italie
11 participations
- 2008 : 108e
- 2010 : abandon (11e étape)
- 2012 : 94e
- 2013 : 72e, vainqueur de la 7e étape
- 2014 : 73e
- 2015 : 77e
- 2016 : 68e
- 2017 : 93e
- 2018 : 60e
- 2019 : 68e
- 2020 : 117e

#### Tour d'Espagne
9 participations
- 2007 : 89e
- 2009 : 94e
- 2011 : 129e
- 2012 : 123e
- 2013 : 60e
- 2014 : 53e, vainqueur de la 19e étape
- 2015 : 55e
- 2016 : 110e
- 2017 : 95e

### Classements mondiaux
| Année                                 | 2006 | 2007 | 2008 | 2009 | 2010 | 2011 | 2012 | 2013 | 2014 | 2015 | 2016 | 2017  | 2018  |
| ------------------------------------- | ---- | ---- | ---- | ---- | ---- | ---- | ---- | ---- | ---- | ---- | ---- | ----- | ----- |
| Calendrier mondial                    |      |      |      | 234e | nc   |      |      |      |      |      |      |       |       |
| UCI World Tour                        |      |      |      |      |      | nc   | nc   | 124e | 101e | nc   | nc   | 328e  | 295e  |
| Classement mondial                    |      |      |      |      |      |      |      |      |      |      | 702e | 1603e | 1203e |
| UCI Europe Tour                       | 134e |      |      |      |      |      |      |      |      |      | 474e | nc    | nc    |
| UCI Asia Tour                         | nc   |      |      |      |      |      |      |      |      |      | nc   | nc    | 456e  |
| UCI Oceania Tour                      | 26e  |      |      |      |      |      |      |      |      |      | 87e  | nc    | nc    |
|                                       |      |      |      |      |      |      |      |      |      |      |      |       |       |
| Légende : nc = non classéSource : UCI |      |      |      |      |      |      |      |      |      |      |      |       |       |